# Ingonde (princesse d'Espagne)
Pour les articles homonymes, voir Ingonde.
 (décembre 2014).
Si vous disposez d'ouvrages ou d'articles de référence ou si vous connaissez des sites web de qualité traitant du thème abordé ici, merci de compléter l'article en donnant les références utiles à sa vérifiabilité et en les liant à la section « Notes et références ».
Ingonde (ou Ingonthe, Ingunde, Ingunda, Ingundis), née vers 567 en Gaule, morte vers 585 à Carthagène, est une princesse franque devenue l'épouse du prince wisigoth d'Espagne Herménégild.
Avec son époux, elle joua un rôle important dans l'évolution des Wisigoths de l'arianisme au catholicisme.

## Biographie
Ingonde est la fille de Sigebert Ier, roi franc du royaume de Metz, et de Brunehaut, qui est une princesse d'origine wisigothe, étant la fille du roi Athanagilde et de Goswinthe, mariée en secondes noces au roi Léovigild. Le mariage de Sigebert et de Brunehaut a lieu en 566, et Ingonde naît un peu plus tard.
Vers 579, elle est mariée à Herménégild, fils de Léovigild et beau-fils de Goswinthe.
Élevée dans la religion catholique que pratiquent les Francs depuis le règne de Clovis, elle conserve sa religion, ce pour quoi il semble qu'elle ait subi une certaine hostilité de la part de sa grand-mère Goswinthe, ainsi que de Léovigild, qui aurait recommandé de lui lancer des projectiles divers et variés lorsqu'elle allait à la messe catholique.
Quelque temps après ce mariage, Herménégild, associé au trône, ainsi que son frère Récarède, est nommé par Léovigild comte de Séville, c'est-à-dire qu'il gouverne la Bétique, l'actuelle Andalousie.
C'est là qu'il abjure publiquement l'arianisme à la cathédrale de Séville. Cet acte de rébellion provoque une réaction rapide de Léovigild qui vient mettre le siège devant Séville. Il semble qu'Herménégild et Ingonde aient demandé de l'aide aux Byzantins, alors présents dans le sud-est de la péninsule Ibérique, et appelé les Francs au secours, ainsi que les Suèves du roi Ariamir. Néanmoins, Léovigild l'emporte assez facilement : Herménégild fait prisonnier, il est envoyé à Tarragone tandis qu'Ingonde est déportée à Carthage.
Après avoir refusé d'abjurer le catholicisme, Herménégilde est exécuté sur l'ordre de Léovigilde. Ingonde meurt peu après à Carthage. 
Quatre ans après la mort d'Ingonde, le nouveau roi wisigoth Récarède fera du catholicisme la seule religion officielle du royaume d'Espagne.

## Descendance
On ne sait pas ce que devient leur jeune fils, remis en otage aux Byzantins. Selon l'historien espagnol Luis de Salazar y Castro (es), ce fils nommé Athanagilde sera élevé à Byzance et épousera Flavia Juliana, nièce de l'empereur byzantin Maurice. Leur fils Ardabast serait le père du roi wisigoth Ervige, qui régna de 680 à 687.